# Sadomasochisme
Sadomasochisme, ofte forkortet SM eller S/M, er et begreb, som bl.a. betegner en seksuel orientering eller praksis, omfattende forskellige handlinger, hvori en enkelt eller flere aktører påfører enten sig selv eller en anden fysisk eller psykisk smerte. Disse praksisser er som oftest af seksuel karakter, men ikke nødvendigvis.
Betegnelsen er fremkommet ved en sammentrækning (portmanteau) af ordene sadisme og masochisme. Når udøverne betegner sig sadomasochister tilkendegiver de ikke, om de hører til den ene eller anden gruppe. 
Mange sadister og masochister foretrækker at kalde sig sadomasochister, fordi de oprindelige udtryk efterhånden har fået en betydning, som mest dækker de seksuelle handlinger, hvor tilføjelse/modtagelse af fysisk smerte er et vigtigt element. I modsætning hertil dækker sadomasochisme som begreb også en række andre seksuelle aktiviteter, der kan omfatte forskellige former for rollespil, bondage, psykisk dominans/underkastelse etc. Den intensitet og de former, sadomasochismen antager, er meget individuelle, og S/M optræder ofte i sammenhæng med fetichisme.
Sadisten og masochisten er nødvendige og ideelle seksualpartnere for hinanden, idet de har modsatte roller, som ikke kan realiseres uden den anden parts aktive eller passive medvirken. En del sadomasochister kan fungere i begge roller og har således et bredt seksuelt virkerum. En person med denne dobbelte profil kaldes med et låneord fra engelsktalende SM-miljøer for en switch.